# Homestuck

Das Logo des Computerspieles Sburb

Homestuck ist ein Webcomic, das von dem Amerikaner Andrew Hussie von 2009 bis 2016 geschaffen wurde. Es ist eines von vier unabhängigen Hauptwerken, die er auf seiner Webcomicseite MS Paint Adventures (MSPA) veröffentlicht. Das beständig weitergeführte Werk umfasste bis 2015 mehr als 7.500 Seiten mit Einzelbildern und 768.000 Wörtern und ist damit eines der umfangreichsten weltweit veröffentlichten Werke des Genres. 
In Amerika verfügt das Werk über eine große Fangemeinde, die z. B. ein Wiki über das Projekt geschaffen hat, in dem man etwa den Überblick über die inzwischen 128 Charaktere behalten kann. Einige deutsche Fans bieten eine Teilübersetzung und weitere Informationen an. Weiterhin existiert eine von Fans gepflegte französische Übersetzung.
Die Bilder des Comics sind sehr einfach gehalten, im Stil einer einfachen MS-Paint-Zeichnung, worauf auch der Titel der Homepage anspielt. Die Bilder enthalten oft Gameelemente von Adventure Games, wie eine Inventarfunktion oder kleine Flashanimationen.

## Inhalt
Hauptakteure sind der zu Beginn der Geschichte 13-jährige John Egbert und seine Freunde Rose Lalonde, Dave Strider and Jade Harley. John Egbert erhält das Computerspiel Sburb, das es ermöglicht in die Wirklichkeit einzugreifen, und beginnt es mit seinen Freunden zu spielen. Dieses Spiel ist Teil des Fortpflanzungszyklus des Universums, die Spieler und ihre gesamte Wirklichkeit werden dafür also in das Spiel gezogen.

## Quelle
- Veronika Kracher: "Du kannst kein Wort dieses Idioten verstehen" Technisch innovative Webcomics wie "Homestuck" sprengen die Grenzen traditioneller Epen und Romane. in konkret 8/2015, S. 62/63